# Olga Bogdashina
Olga Bogdashina (ukrainisch Ольга Богдашина; * 1958 in Krasnojarsk, Sibirien) ist eine Linguistin und Autorin, die vor allem im Bereich Autismus forscht.

## Leben
Sie absolvierte ein Studium der englischen und deutschen Sprache mit Auszeichnung und erwarb anschließend einen Ph.D. in Linguistik an der Moskauer Staatlichen Linguistischen Universität. Später erwarb sie einen M.Sc. in Psychologie und Pädagogik. Sie war Professorin und Leiterin der Abteilung für Linguistik an der Universität Horliwka. Heute lebt und arbeitet sie in Yorkshire, England.

### Arbeit im Bereich Autismus
1988 bemerkte Bogdashina bei ihrem Sohn eine ungewöhnliche Entwicklung, die später als Autismus diagnostiziert wurde. In der Ukraine war Autismus zu dieser Zeit weitgehend unbekannt, und viele Kinder wurden fälschlicherweise als schizophren oder geistig behindert eingestuft und oft in Institute eingewiesen. Für die ukrainischen Behörden und Spezialisten galten Kinder wie Olgas Sohn als unerziehbar, unkontrollierbar und hoffnungslos. 1993 gründete sie mit einer Gruppe von Eltern die erste Autismus-Gesellschaft der Ukraine „From Despair to Hope“ und eröffnete 1994 in Horliwka die erste Schule für autistische Kinder, wo sie als erste Lehrerin und bis 2010 als Direktorin tätig war. 1994 bekam ihr Sohn die erste offizielle Autismusdiagnose in der Ukraine. 1996 präsentierte sie ihre Hypothese zum Thema sensorische Wahrnehmung auf Russisch auf der Internationalen Autismus-Konferenz in Horliwka und im Jahr 2000 in englischer Sprache in Glasgow, Großbritannien.

### Akademische und berufliche Tätigkeiten
Bogdashina ist Mitbegründerin des International Autism Institute, Programmleiterin für Autismus-Kurse und entwickelt Universitätskurse (Autism Study) und Trainingsprogramme für Lehrer und Eltern. Sie war Gastprofessorin für Autismus-Studien auf der ganzen Welt und assoziierte Beraterin am Institut für europäische Kindererziehung und -psychologie (ICEP Europe). Ihre Forschungsinteressen umfassen sensorische Wahrnehmung, kognitive Funktionen, Kommunikation und Sprachentwicklung sowie Spiritualität im Autismus.
Sie hat als Key Speaker an mehr als 300 internationalen Kongressen und Konferenzen teilgenommen.

## Veröffentlichungen
Bogdashina hat neun Bücher verfasst, die in dreizehn Sprachen übersetzt wurden. Zu ihren bekanntesten Werken zählen:
- Sensory Perceptual Issues in Autism and Asperger Syndrome. Kingsley, London 2016. ISBN 978-1-84905-673-1
- Communication Issues in Autism and Asperger Syndrome. Kingsley, London 2004. ISBN 978-1-84310-2670
- Theory of Mind and the Triad of Perspectives on Autism and Asperger Syndrome. Kingsley, London, 2005. ISBN 978-1-84310-361-5
- Autism and the Edges of the Known World: Sensitivities, Language and Constructed Reality. Kingsley, London 2011. ISBN 978-1-84905-042-5
- Autism and Spirituality: Psyche, Self and Spirit in People on the Autism Spectrum. Kingsley, London 2013. ISBN 978-1-84905-285-6
- Autism: Becoming a Professional Parent 1. Exploring the Sensory World of Autism. Life & Learn, 2020, ISBN 978-1-7398181-0-4
- Autism: Becoming a Professional Parent 2. Learning to Speak Autistic. Life & Learn, 2024, ISBN 978-1-7398181-4-2
- Autismus: Auf dem Weg zum Professionellen Elternsein. 1. Eine Entdeckungsreise in die Welt der autistischen Sinneswahrnehmung. SR Global Publishing, 2025, ISBN 979-12-985417-3-3

## Auszeichnungen
2006 wurde Bogdashina vom OpleidingsCentrum Autisme in Antwerpen von Theo Peeters für ihre herausragenden Leistungen im Bereich Autismus-Forschung ausgezeichnet.